# Spirit of St. Louis
 (mai 2017).
Si vous disposez d'ouvrages ou d'articles de référence ou si vous connaissez des sites web de qualité traitant du thème abordé ici, merci de compléter l'article en donnant les références utiles à sa vérifiabilité et en les liant à la section « Notes et références ».
Pour les articles homonymes, voir Saint-Louis.
Le Spirit of St. Louis est le monoplan utilisé par l'aviateur américain Charles Lindbergh pour effectuer la première traversée aérienne de l'Océan Atlantique de New York à Paris en solitaire et sans escale, les 20 et 21 mai 1927.

## Contexte

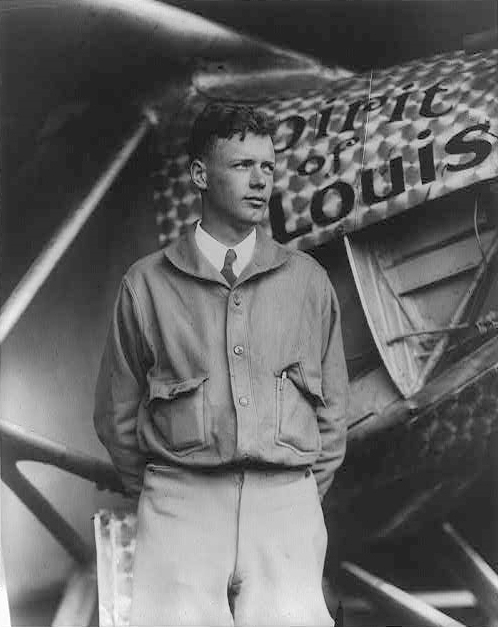
Charles Lindbergh posant devant le Spirit of St. Louis.

À l'issue de la Première Guerre mondiale, les aviateurs tentent de démontrer l'utilité pacifique de l'aviation en établissant de nouveaux records de distance, d'altitude ou de vitesse. En mai 1919, le pilote américain Albert Cushing Read rallie Long Island, aux États-Unis, à Plymouth, en Grande-Bretagne, en vingt-trois jours et quatre escales (Cape Cod, Terre-Neuve, Açores, Lisbonne). L'homme d'affaires américain d'origine française Raymond Orteig décide alors d'offrir un prix de 25 000 dollars au premier aviateur qui effectuera un vol transatlantique sans escale entre Paris et New York dans les cinq années qui suivent. Dès le mois suivant (en juin 1919), les aviateurs britanniques Alcock et Brown, partis de Terre-Neuve, sont les premiers à traverser l'Atlantique sans escale en se posant à Clifden, en Irlande. Personne n'ayant relevé son défi, Orteig renouvelle son offre en 1924. En 1925, le Français François Coli est le premier aviateur à s'inscrire, bien que d'autres aviateurs, comme René Fonck, aient tenté leur chance grâce aux progrès techniques effectués au cours des années 1920.

## Avion

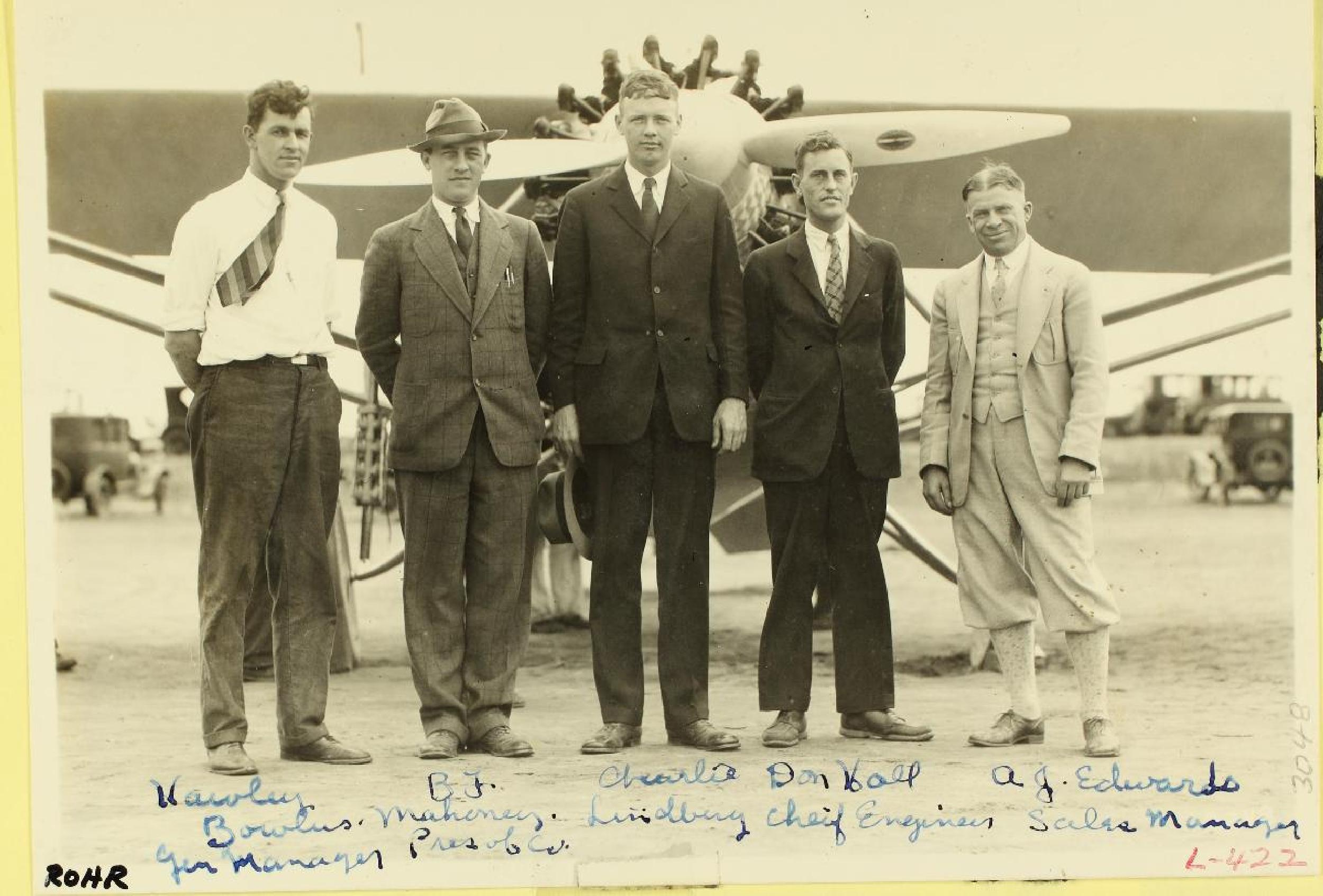
Hawley Bowlus, B.F.Mahoney, C.A.Lindbergh, et A.J.Edwards devant le Spirit of St. Louis. Cliff Henderson Collection. San Diego Air and Space Museum

Également appelé « Ryan NYP » (New York - Paris), le monoplan a été conçu sur la base du Ryan M-2 par l'ingénieur Donald Hall de la Ryan Airlines, alors propriété de Benjamin Franklin "Frank" Mahoney. Bien que destiné au vol New York - Paris, et construit à San Diego, il est nommé officiellement Spirit of Saint-Louis en remerciement à l'aide financière indispensable à la réalisation du projet de Lindbergh offerte par de généreux financiers de cette ville, parmi lesquels Albert Bond Lambert.
Dans le souci d'alléger l'appareil, et donc d'emporter un maximum de carburant, Lindbergh n'embarque avec lui que le « strict nécessaire » en se passant notamment de parachute (pesant dix kilogrammes, soit environ douze litres de carburant) et de radio. Son avion est surchargé à l'extrême par l'ajout de réservoirs destinés à augmenter son autonomie de vol. Pour des raisons de sécurité (Lindbergh ne veut pas se retrouver écrasé entre le moteur et le réservoir en cas de crash), et pour minimiser le déplacement du centre de gravité au cours du vol, le réservoir principal est situé devant lui, entre le moteur et le cockpit, et ne permet aucune visibilité vers l'avant. Le tableau de bord comprend quatorze instruments. Pour voir devant lui, Lindbergh utilise un périscope installé sur le côté gauche de l'appareil ; pour naviguer, il se sert de ses instruments de bord : altimètre, anémomètre, gyroscope et compas magnétique terrestre. Il dispose d'une fenêtre de chaque côté, lui permettant de voir sous lui en basculant légèrement l'appareil.

## Traversée

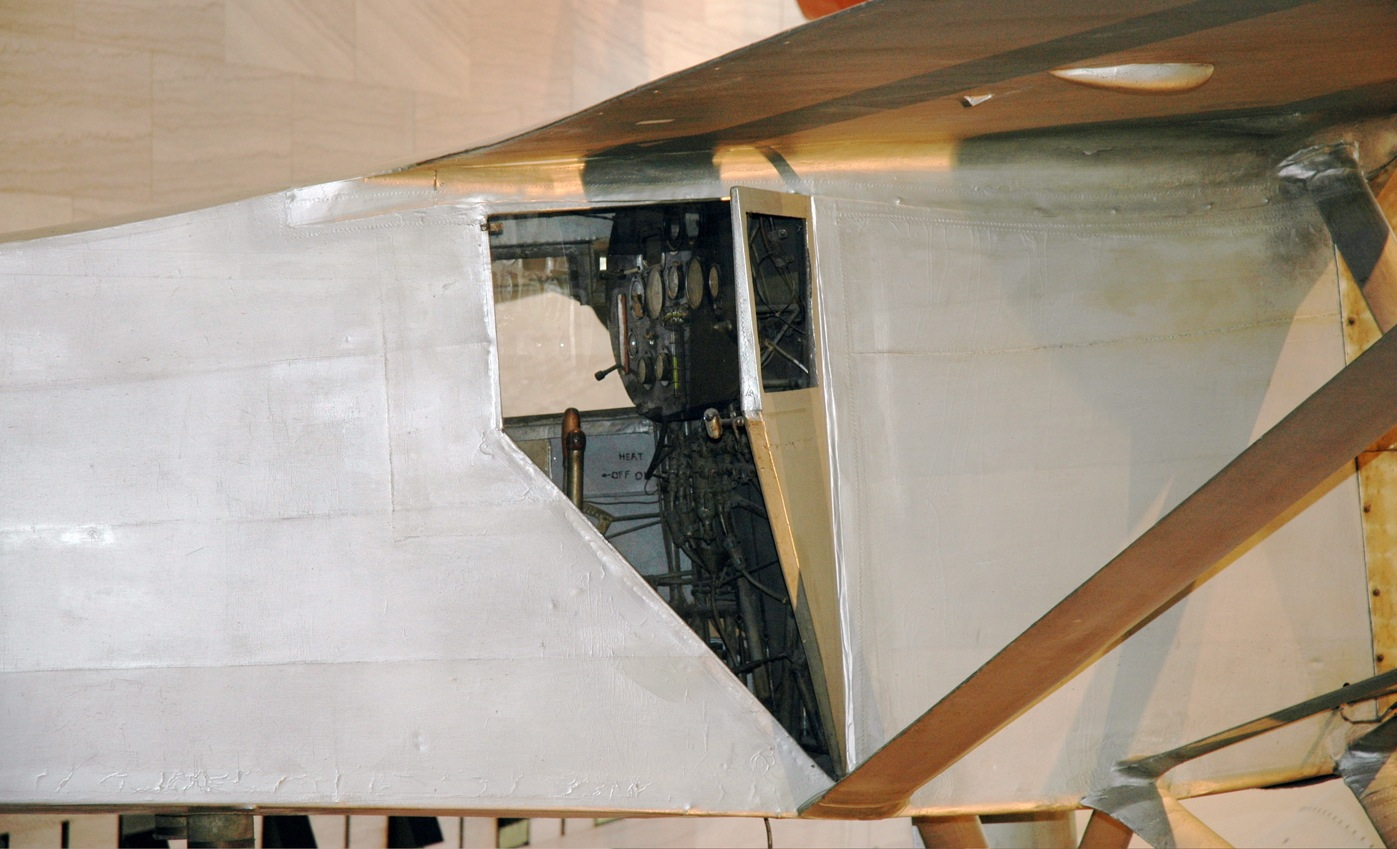
Cockpit du Spirit of St. Louis.

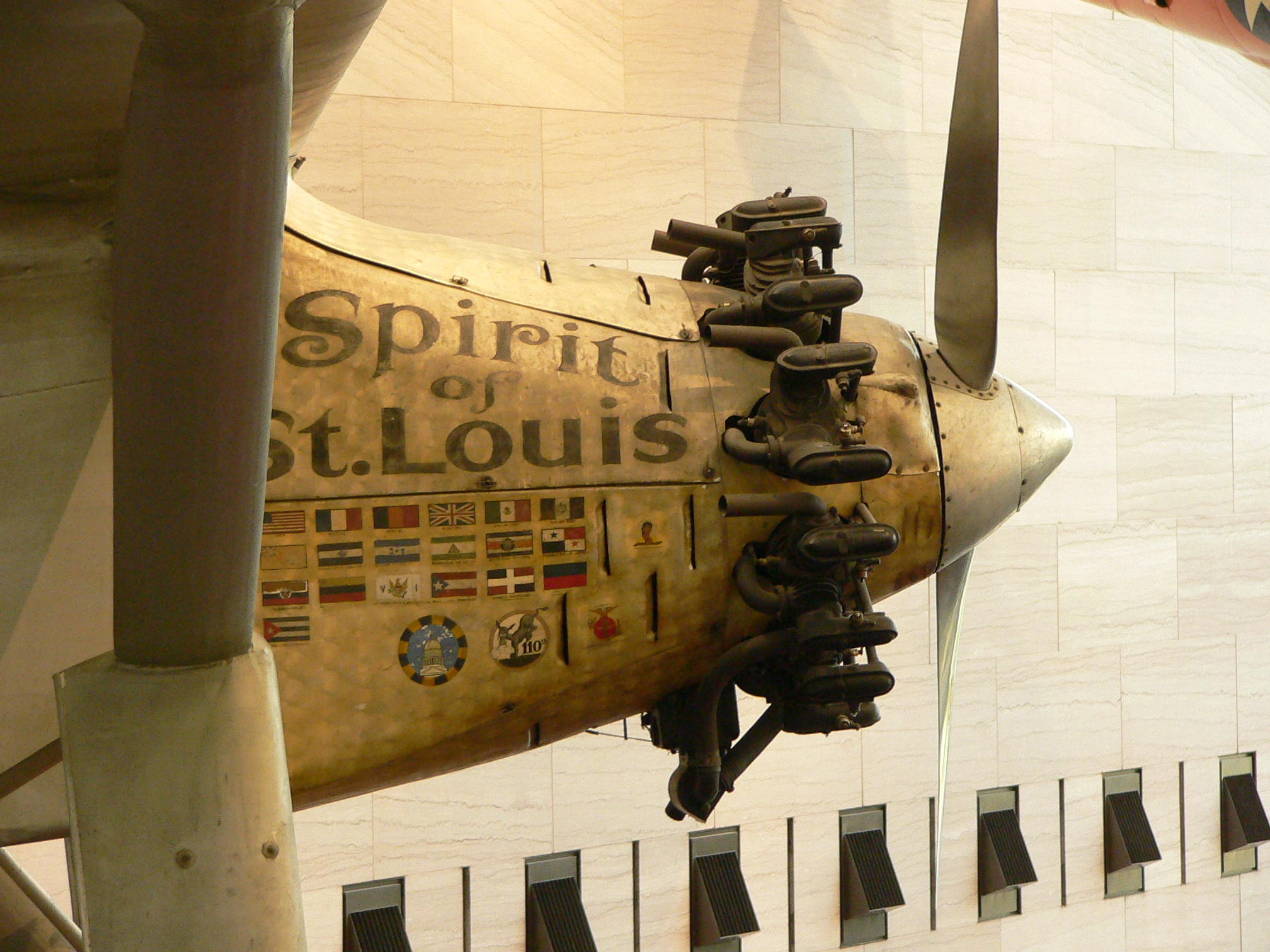
Nez et moteur Wright Whirlwind du Spirit of St. Louis.

Le matin du 20 mai 1927, à 7 h 52 (heure de NYC), Charles Lindbergh prend son envol à bord du Spirit of St. Louis de l'aérodrome Roosevelt de Long Island, près de New York. Il remonte vers le Nord en longeant la côte américaine jusqu'au Nouveau-Brunswick, puis prend le cap de Terre-Neuve. Il aborde les côtes d'Irlande le lendemain vers 17 h (heure de Paris), survole la pointe Sud de l'Angleterre vers 19 h, puis Cherbourg (Cherbourg-Octeville en 2000, puis Cherbourg-en-Cotentin en 2016) , à 20 h 25. Après 10 minutes passées à repérer la piste, qui ne sera éclairée qu'après plusieurs passages, il atterrit le 21 mai à 22 h 22 (heure de Paris) à l'aéroport du Bourget en Seine-Saint-Denis (France) devant près de 200 000 spectateurs. Il a parcouru près de 5 808 kilomètres en 33 h et 30 min. Sur les 1 700 L de carburant emportés, il en restait 320 L à l'arrivée.

## Conséquences
Le 16 juin 1927, Charles Lindbergh reçoit le Prix Orteig, une récompense de 25 000 $ offerte au premier aviateur allié à réaliser le vol sans escale et sans assistance entre New York et Paris.
En avril 1928, l'avion effectue son dernier vol, de Saint Louis à Washington DC, où il est offert à la Smithsonian Institution par Charles Lindbergh lui-même.
Le Spirit of St. Louis est actuellement en exposition à Washington, D.C., au National Air and Space Museum.

## Répliques

### Exemplaires en état de navigabilité
Le Mahoney Ryan B-1 "Brougham" a également servi de base à une réplique du Spirit of St. Louis . La réplique a été utilisée dans le film Paramount de 1938 Men with Wings avec Ray Milland.
Les trois répliques du film L'Odyssée de Charles Lindbergh de 1957 ont survécu avec le B-153 exposé au Missouri History Museum (en), à St. Louis; le B-156 faisant partie de la collection du musée The Henry Ford à Dearborn, Michigan; et le B-159 appartenait au Cradle of Aviation Museum (en) à Garden City, Long Island, New York, non loin du site de Roosevelt Field d'où l'original était parti en 1927. Selon les informations du musée Henry Ford, leur exemplaire (B-156) appartenait à James Stewart, qui incarnait Lindbergh dans le film. Stewart est crédité d'avoir fait don de l'avion au musée. On attribue à Lindbergh un vol sur l'une des répliques lors de la réalisation du film, cependant, le rapprochement avec Lindbergh est maintenant considéré comme un mythe.

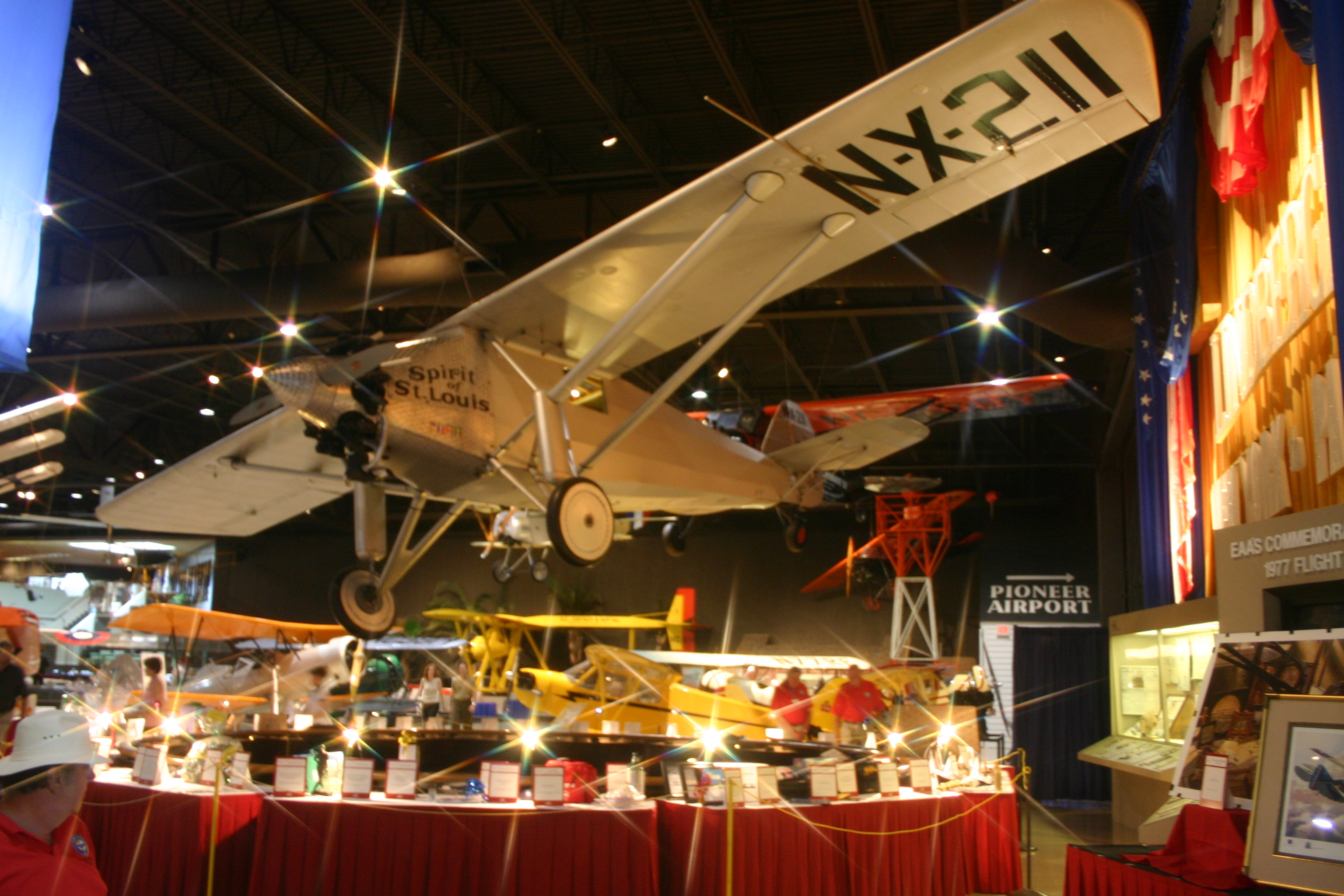
Réplique du Spirit of Saint-Louis au musée de l'aviation EAA

À l'occasion du 40e anniversaire du vol de Lindbergh, une nouvelle réplique nommée Spirit 2 a été construite par un pilote cascadeur de cinéma, Frank Tallman (en) . L'avion a volé pour la première fois le 24 avril 1967 et est apparu au salon du Bourget de 1967 où il a effectué plusieurs vols au-dessus de Paris. En 1972, le Spirit 2 a été acheté pour 50 000 $ par le San Diego Air & Space Museum (anciennement San Diego Aerospace Museum) et exposé au public jusqu'à ce qu'il soit détruit par un incendie criminel en 1978. Le musée a construit un remplacement le Spirit 3 qui a volé pour la première fois le 28 avril 1979 ; il a effectué sept vols avant d'être exposé. En août 2003, le Spirit 3 a été retiré de l'exposition et a effectué un vol en hommage au 75e anniversaire de Lindbergh. L'avion est maintenant exposé dans la rotonde du musée.
Grâce à l'initiative du personnel et des bénévoles, l'Experimental Aircraft Association d'Oshkosh, dans le Wisconsin, deux répliques du Spirit of St. Louis ont été produite, propulsées par des moteurs radiaux Continental R-670-4, la première en 1977 (dont devait être basée lors d'une conversion à partir d'un B-1 Brougham; l'avion s'est avéré trop détérioré pour être utilisé de cette manière), piloté par le fondateur de l'EAA, Paul Poberezny, pour commémorer le 50e anniversaire du vol de Lindbergh à travers l'océan Atlantique et sa tournée ultérieure aux États-Unis États. Cet exemple est maintenant exposé dans la galerie principale du musée. Une deuxième réplique, commencée à partir de zéro en 1977 et qui a volé pour la première fois en novembre 1990, continue de voler lors de spectacles aériens et d'événements commémoratifs. Les deux répliques EAA ont été enregistrées sous le matricule NX-211 de l'avion original.
Une autre réplique en état de navigabilité a été construite par David Cannavo et a volé pour la première fois en 1979, propulsée par un moteur Lycoming R-680. En 1995, elle a été achetée par Kermit Weeks pour son Fantasy of Flight Museum à Polk City, en Floride.
Une réplique du Spirit (immatriculation ES-XCL), qui avait été construite et certifiée en Estonie en 1997, a été radiée le 31 mai 2003. Peu de temps après le décollage lors d'un spectacle aérien à Coventry, en Angleterre, une défaillance structurelle s'est produite, entraînant un accident mortel, tuant son propriétaire-pilote, le capitaine Pierre Holländer.
Une réplique Spirit récemment achevée, destinée au vol, appartient à l'ancien aérodrome de Rhinebeck (en) (ORA), réalisant un rêve de toute une vie de son fondateur principal, Cole Palen (1925–1993). Le projet de réplique avait été lancé par Cole avant sa propre mort et a été principalement construit par la suite par l'ancien pilote ORA et actuel responsable de la maintenance des avions d'époque Ken Cassens, recevant son revêtement d'aile, complété avec du tissu dopé en 2015. Un radial Wright J-5 Whirlwind restauré a été obtenu par Palen dans les années 1970 pour le début du projet, avec des instruments de vol originaux et toujours fonctionnels des années 1920 incorporés - y compris le même type de boussole à inductance terrestre (en) utilisée par Lindbergh dans le Spirit.
Cette réplique a volé avec succès début décembre 2015 dans le nord de l'État de New York, piloté par le restaurateur/constructeur d'avions Ken Cassens de Stone Ridge, New York. L'avion a fait son premier vol public le 21 mai 2016, le 89e anniversaire du vol de Lindbergh,.
Réplique de JNE Aircraft
Sur une période de sept ans et trois mois, John Norman de Burlington, Washington a conçu à ce jour la réplique Spirit la plus authentique jamais construite. Avec l'intention de créer une copie de l'avion "tel qu'il se trouve actuellement", avec tous les correctifs, mises à jour ou modifications recréés dans les moindres détails et l'avantage supplémentaire d'être en état de navigabilité, Norman a achevé le projet en 2019. Le vol inaugural a été effectué le 28 juillet 2019 et le premier vol public a eu lieu le 8 septembre, piloté par l'ami de John et pilote chevronné, Ron Fowler,,.
En 2015, avec les efforts coordonnés de son collègue chercheur Spirit Ty Sundstrom et du National Air & Space Museum, Norman a pris des mesures détaillées pour corriger les erreurs qu'il avait découvertes dans les dessins "Morrow" existants. Au cours du même voyage, lors d'une tentative de recherche du journal de bord manquant de Lindbergh, Norman a utilisé un boroscope vidéo pour inspecter des zones inédites du fuselage et a découvert une paire de pinces originales qui auraient été utilisées par Lindbergh pour régler les vannes de carburant pendant le vol.
Fin 2021, un long métrage documentaire centré sur le projet et son constructeur a été commencé. Une version provisoire pour l'été 2023 était attendue.

### Exemplaires statiques
Une réplique statique à 90 %, construite en 1956 pour le film L'Odyssée de Charles Lindbergh par des employés du studio, est maintenant exposée au Wings of the North Air Museum (en) à Eden Prairie, MN. En 1999, le San Diego Air & Space Museum a construit un exemplaire non volant équipé d'un moteur Wright J-5 d'origine. Il est exposé à l'aéroport international de San Diego. Une réplique statique du Spirit of St. Louis a été construite en 2002 et est exposée à l'Aéroport international de Lambert-Saint-Louis. Le Octave Chanute Aerospace Museum (en) à Rantoul, dans l'Illinois, possède également une réplique statique construite par des bénévoles du musée . Deux répliques se trouvent également en Allemagne, l'une à l'aéroport international de Francfort et la seconde au « Luftfahrtmuseum Hannover (en) ».

### Hommages
L'Aérodrome de Spirit-of-st-Louis est au nom de l'avion.